# 15. szállítórepülő dandár
A 15. szállítórepülő dandár (ukránul: 15. транспортна авіабригада, magyar átírásban: 15. transzportna aviabrihada) az Ukrán Légierő repülő egysége, amely Kijev mellett, a Boriszpili légibázison állomásozik. 2001-ig 15. különleges rendeltetésű légi dandár volt a neve.

## Története
A dandár jogelődjét 1945-ben Magyarország területén szervezték meg a Vörös Hadsereg légierejének Po–2-es és Li–2-es gépekkel felszerelt szállítórepülő ezredeként. Az alakulat 1948-ban áttelepült a hosztomeli repülőtérre, 1965-ben onnan a zsuljani repülőtérre, végül 1977-ben jelenlegi bázisára, a boriszpili légibázisra költözött. A szovjet időszakban 225. vegyes szállítórepülő század néven volt ismert. Története során a számos szovjet gyártmányú szállító repülőgép és helikopter – An–2, An–8, An–12, An–14, An–24, An–26, An–30, Li–2, Il–14, Po–2, Tu–2, Tu–134, Jak–12, Mi–2, Mi–4, Mi–6, Mi–8 – állt szolgálatban, de a második világháború utáni időszakban amerikai gyártású C–47-es gépeket is üzemeltetett. A Szovjetunió felbomlása után ukrán fennhatóság alá került és 15. különleges rendeltetésű légi dandár néven került az Ukrán Légierő szervezetébe.

## Felépítése és képességei

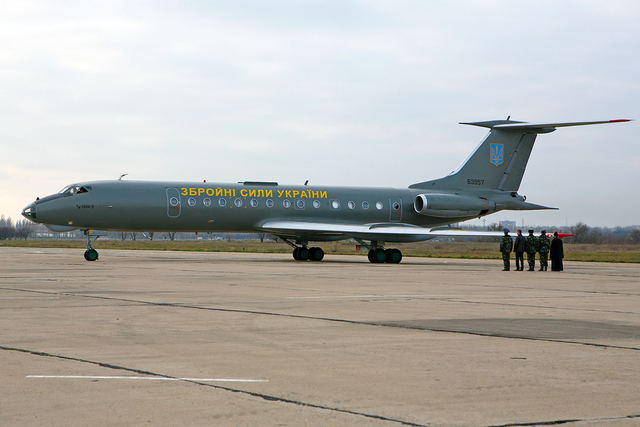
A dandár egyik Tu–134AK gépe a kulbakinei légibázison

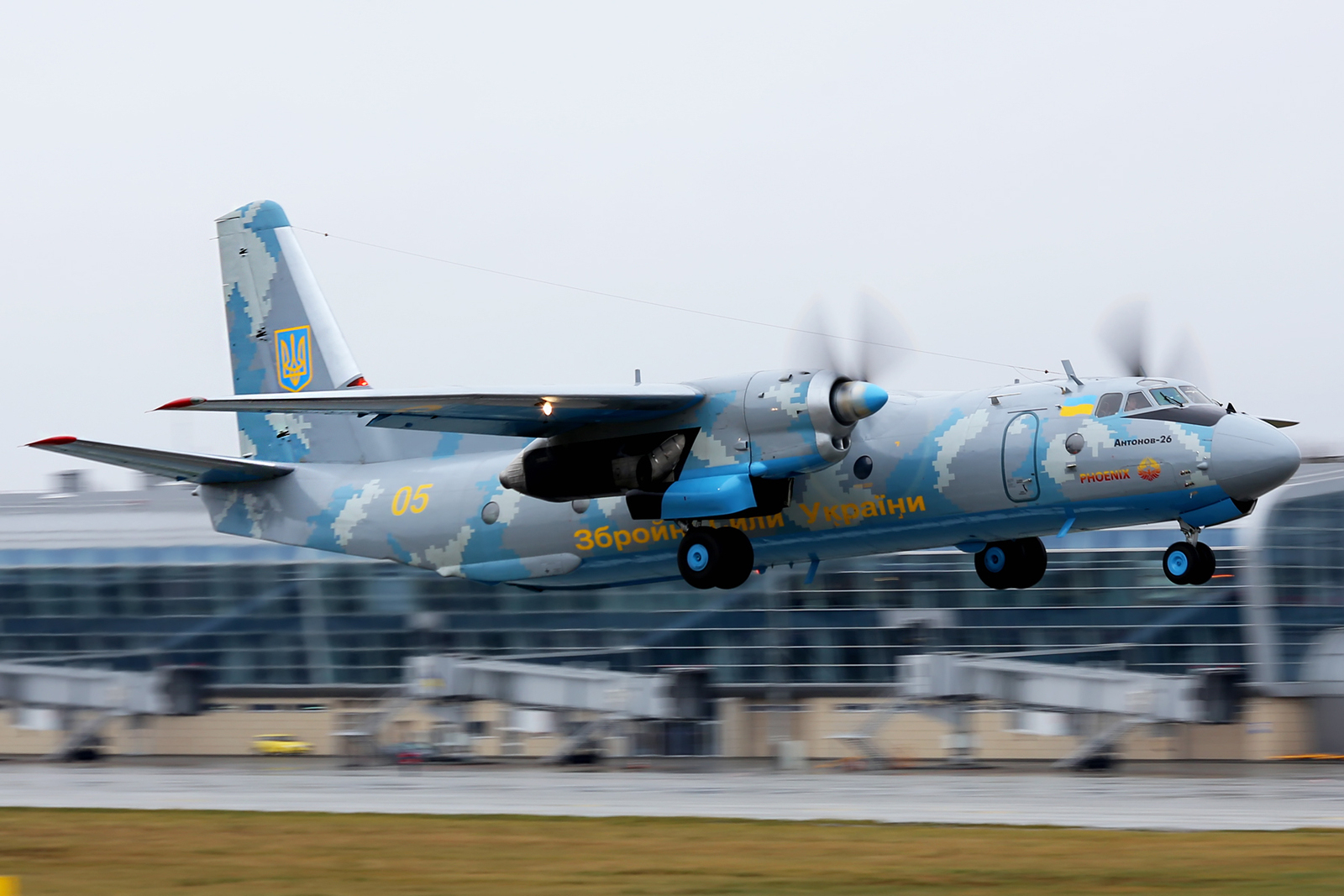
A felújított An–26 Vezuncsik felszállás közben a lvivi repülőtéren

A dandár szervezetét három repülőszázad alkotja: két szállítórepülő század és egy helikopterszázad.
A dandár szállítási feladatokat végez. Ehhez An–24 és An–26 szállító repülőgépekkel rendelkezik. Egy gép elvesztését követően jelenleg 1 db An–30B légi fényképező repülőgépet is üzemeltetnek. A katonai vezetés szállítási igényeinek kielégítésére a dandár állományába tartozik még két Tu–134AK utasszállító repülőgép, valamint Mi–8 helikopterek. Előbbiek közül egy gép az ukrán védelmi miniszter utazásaira áll rendelkezésre. A dandár An–30-as légifényképező gépei rendszeresen részt vettek a Nyitott égbolt programhoz kapcsolódó repüléseken.
A dandár An–30-as légi fényképező gépei a 2014-es ukrajnai orosz agresszió kezdete óta végeztek felderítő repüléseket, kezdetben a Krímben, majd a kelet-ukrajnai területeken. A sárga 80-as oldalszámú An–30B-t 2014. április 22-én orosz szeparatisták Szlovjanszk közelében, Mikolajivka falunál egy Verbja típusú légvédelmi rakétával lelőtték.
A háborús helyzet miatt az ukrán légierő képességeinek növelése céljából megalakult a Krila Fenyiksza alapítvány, amely adományokat gyűjt és önkénteseivel repülőgépek és helikopterek felújítását végzi a 15. szállítórepülő dandár számára. Az első felújított gép egy An–26-os, Vezuncsik névre keresztelt szállító repülőgép volt. A 2005 óta üzem kívül állt felújított gépet 2014. augusztus 30-án repülték be, majd kék 05-ös oldalszámmal a dandár állományába került. 2015. május 22-én egy további felújított, előtte 12 évig üzemen kívül álló An–26-os gépet adott át a dandárnak a Krila Fenyiksz alapítvány. A Rjatuncsik névre keresztelt, kék 08-as oldalszámú gépet mentő feladatkörben fogják használni. Az alapítvány további gépeket (An–26 és Mi–8) újít fel a dandár számára.